# Dolce salita
Dolce salita è un dipinto a olio su tela (80,4x80,7 cm) realizzato nel 1934 da Vasily Kandinsky.
È conservato nel Guggenheim Museum di New York.